# Urgleptes kuscheli
Urgleptes kuscheli là một loài bọ cánh cứng trong họ Cerambycidae.